# Originální videojournal
Originální videojournal bylo nezávislé samizdatové videoperiodikum dokumentující v letech 1987–1989 audiovizuální formou události v Československu. Inspiračním zdrojem pro vznik OVJ byl Videomagazín Karla Kyncla, vydávaný v Londýně od roku 1985, a Videomagazín Vokna, jehož první číslo vyšlo na jaře v roce 1987. Za zmínku stojí i fakt, že v roce 1987 začala vycházet nultá čísla Lidových novin, která pravdivě informovala o událostech probíhajících v komunistickému režimu Československa.

## Zakládající členové a spolupracovníci OVJ
- Úzká redakční rada rozhodovala o dramaturgické koncepci, náplni jednotlivých rubrik a výsledné podobě OVJ. Protože Václav Havel chtěl stát (a stál) „mimo“, delegoval starosti s OVJ na Olgu. Spolu s Olgou Havlovou byli v úzké radě (abecedně): Michal Hýbek, Pavel Kačírek, Jan Kašpar, Andrej Krob, Jan Ruml, Joska Skalník a Andrej Stankovič.
- Spolupracovníci, kteří poskytovali náměty a podíleli se osobně na jejich realizaci. K nim patřili (abecedně): Jarmila Bělíková, Přemysl Fialka, Aleš Havlíček, Jiří Kantůrek, Jaroslav Kořán, Jaroslav Kukal, Milan Maryška, Petr Oslzlý, Jiří Reichl, Jiří Mergl a David Schmoranz.
- Spolupracovníci, kteří pomáhali financovat drahou techniku a distribuovat natočené filmy do zahraničí. Těmi byli (abecedně): Karel Freund,[2] František Janouch, Vilém Prečan, Jiřina Šiklová a Pavel Tigrid.[3]

## Přehled vysílaných OVJ
| číslo | zveřejněno v době | stopáž (minuty) |  | číslo | zveřejněno v době       | stopáž (minuty) |
| ----- | ----------------- | --------------- |  | ----- | ----------------------- | --------------- |
| 0     | podzim 1987       | 120             |  | 4     | jaro 1989               | 118             |
| 1     | jaro 1988         | 116             |  | 5     | léto 1989               | 119             |
| 2     | podzim 1988       | 176             |  | 6     | podzim 1989             | 83              |
| 3     | zima 1988         | 179             |  | 1–9   | revoluční zpravodajství | viz níže        |

| číslo | rok 1989   | stopáž (minuty) | číslo | rok 1989   | stopáž (minuty)  |
| ----- | ---------- | --------------- | ----- | ---------- | ---------------- |
| 1, 2  | od 17. 11. | 101             | 7     | od 5. 12.  | 27               |
| 3, 4  | od 24. 11. | 83              | 8     |            | 14               |
| 5     | od 26. 11. | 67              | 9     | od 26. 12. | 37               |
| 6     | od 2. 12.  | 59              | X     | 27. 12     | generální stávka |

## Ukončení činnosti
V revolučním zpravodajství po listopadu 1989 byl počet spolupracovníků mnohem vyšší. Krizový kameramanský štáb operoval 24 hodin denně v bytě Michala Hýbka V jirchářích č. 5. Do tohoto centra přicházely informace a odtud vyrážely štáby filmařů do míst, kde jich bylo zapotřebí. Hotový materiál stříhali Pavel Kačírek, Andrej Krob a Jan Kašpar v bytě Jana Kašpara v Čajkovského ulici na Žižkově. V pondělí dne 27. listopadu 1989 proběhla v Československu generální stávka, poté Československá televize začala vysílat přenosy z demonstrací a zveřejňovala nezkreslené informace o probíhajících událostech. Tím skončilo poslání samizdatového videoperiodika OVJ, a proto byla jeho činnost ukončena.

## Konzerva dějin českého dokumentu
OVJ výrazně konkuroval oficiálními televiznímu zpravodajství, burcoval široké spektrum lidí a stal se „živou konzervou v dějinách českého dokumentu“. Jeho tvůrci, ačkoli se zprvu jednalo o „neumětely“ dávali do práce svoje nápady, čas, peníze a měli ideály, pro které riskovali nejen ztrátu svobody. Za zmínku stojí i fakt, že natočené dokumenty byly úzkou redakční radou kráceny (případné sváry úspěšně řešila Olga Havlová), jiné příspěvky pak nebyly do OVJ zařazeny vůbec. Příklady: V nultém čísle OVJ z podzimu 1987 je tříminutová reportáž o oslavě 70. narozenin Zdeňka Urbánka, ale původní film Michala Hýbka má délku 45 minut. Do OVJ nebyl zařazen portrét Jaroslava Kořána, tento dokument je uložen v knihovně Václava Havla.